# Harún
Harún (también llamado Harún de Barcelona, en árabe: هارون البرشلوني‎) fue el último valí musulmán de Barcelona del 800 al 801.

## Vida
En otoño del 800, sitiada Barcelona por los francos, su predecesor, el valí Sadun al-Ruayni intentó en vano huir para pedir ayuda, y fue capturado. El cabecilla musulmán Harún, emparentado con algunos nobles godos de la ciudad, asumió el gobierno interino. No quería rendirse a los francos que sitiaban la ciudad. Pero sus mismos parientes y aliados godos, ante el hambre y las penalidades por las que estaban pasando, lo hicieron prisionero y entregaron al valí y Barcelona a los francos el 3 de abril de 801.
Bera, un noble franco, hijo del conde de Tolosa, será nombrado primer conde de la ciudad.
De Harún no se sabe nada tras su captura y entrega a los francos. Fue el ancestro de los Banu Harún.
| Predecesor: Sadun al-Ruayni | Valí de Barxiluna 800-801 | Sucesor: Bera (primer conde de Barcelona) |